# Балокович, Златко
 Златко Балокович  (хорв. Zlatko Baloković; 31 марта 1895, Загреб — 29 марта 1965, Венеция) — хорватско-американский скрипач.

## Биография
Ученик Вацлава Гумла (Загреб) и Отакара Шевчика (Вена). С 1913 года гастролировал во многих европейских странах (в том числе в России) и в США, куда переселился в 1924 году. В том же году оказался на обложке первого номера журнала хорватско-американских культурных связей Kolo как символ успешной репрезентации хорватского искусства в США. Выступал в СССР в 1935 году. В американский период жизни активно выступал, в том числе как председатель Союза американских хорват и, в годы войны, Американского общества помощи Югославии, лоббистом интересов своей страны и народа в политической и деловой сфере США. После Второй мировой войны неоднократно бывал в Югославии и умер по дороге из США в Загреб, где собирался отпраздновать своё 70-летие.
Иван Крыжановский посвятил Балоковичу свой концерт для скрипки с оркестром (1913).